# Твайфорд (станція)
51°28′34″ пн. ш. 0°51′47″ зх. д. / 51.476° пн. ш. 0.863° зх. д.
Твайфорд (англ. Twyford) — залізнична станція у Твайфорді, Беркшир, Англія. Розташована за 49,9 км від Лондон-Паддінгтон, між Мейденгед та Редінг. Станція обслуговує потяги Great Western Railway та Crossrail, від станції відгалужується залізниця Henley branch line. Пасажирообіг на 2017/18 — 1.411 млн. осіб.
1 липня 1839 — відкриття станції у складі Great Western Railway

## Послуги
| Попередня станція | Лінія | Лінія                                         | Лінія | Наступна станція |
| ----------------- | ----- | --------------------------------------------- | ----- | ---------------- |
| Мейденгед         |       | Great Western Railway Great Western Main Line |       | Редінг           |
| Кінцева           |       | Great Western Railway Henley branch line      |       | Воргрейв         |
| Редінг            |       | Crossrail Elizabeth line                      |       | Мейденгед        |